# Macraspis magnoi
Macraspis magnoi är en skalbaggsart som beskrevs av Soula 2002. Macraspis magnoi ingår i släktet Macraspis och familjen Rutelidae. Inga underarter finns listade i Catalogue of Life.